# The Greatest Game Ever Played
The Greatest Game Ever Played  (en España Juego de honor y en Hispanoamérica El juego que hizo historia) es una película biográfica deportiva de 2005 basada en los primeros años del campeón del golf Francis Ouimet. La película fue dirigida por Bill Paxton, y fue su última película como director. Shia LaBeouf interpreta el papel de Ouimet. El guion de la película fue adaptado por Mark Frost de su libro, El Mejor Juego Jamás Jugado: Harry Vardon, Francis Ouimet, y el nacimiento del Golf Moderno. Fue filmada en Montreal, Quebec, Canadá, en el Club de Golf Kanawaki, en Kahnawake, Quebec, el sitio de las secuencias de golf.

## Trama
Ambientada principalmente en 1913, la película trata sobre Francis Ouimet, el primer aficionado en ganar el Abierto de Estados Unidos. El golf aficionado en esa época era un deporte solo para los ricos, y Ouimet provenía de una familia inmigrante que era parte de la clase trabajadora. Ouimet ve una exposición del legendario jugador de golf británico Harry Vardon (Stephen Dillane) como un niño de 7 años, y se interesa mucho por el golf. Comienza como caddie en El Club Campestre, un elegante enclave ubicado al otro lado de la calle de su casa en los suburbios de Brookline, Massachusetts, mientras haciendo amigos con el otro caddies. Trabaja en su propio juego de golf en cada posibilidad, y gradualmente acumula su propio conjunto de clubes. Francis practica por la noche en su habitación. Gana el campeonato de Colegiales de Massachusetts.
Un día, un miembro del Club, el señor Hastings, le pide a Ouimet que juegue con él en El Club Campestre, donde los caddies casi no tienen acceso propio, y  dispara una ronda final de 81 a pesar de un 9 en un hoyo. Su talento, compostura, y buenos modales ganan admiradores e interés. Con la ayuda de señor Hastings y el Club Maestro de Caddies, Francis tiene la posibilidad de jugar  en un torneo próximo, el Aficionado de Estados Unidos, la clasificación local para la cual se realizará en el mismo campo del Club Campestre. Sin embargo, su padre Arthur (Elias Koteas) le dice a su hijo para abandone el golf y obtenga un "trabajo real". Ouimet necesita $50 para la cuota de inscripción, por lo que acepta un trabajo real y nunca volver a jugar al golf si no puede clasificar; su padre le presta el dinero. En día 18.º, Francis se enfrenta a un putt de tres pies que le aseguraría un lugar en el campeonato, pero lo observa y su padre lo está mirando. Ouimet se distrae, pierde y cae un golpe antes de clasificar para el campeonato propiamente dicho.
Con gran burla de la gente rica, Ouimet, ahora de 20 años, cumple su promesa a su padre y trabaja en una tienda de artículos deportivos, mientras continúa viviendo en su casa. Después de un tiempo con su golf olvidado, Ouimet todavía está en el fondo de la clase trabajadora. Pero un día, el presidente de la Asociación de Golf de los Estados Unidos ingresa a la tienda y lo invita personalmente a jugar en el próximo Abierto de los Estados Unidos. Después de algunas maniobras y la consideración de su empleador, Ouimet asegura la entrada. Su padre le informa a Ouimet que  tiene que encontrar su propio lugar para vivir después del torneo y Ouimet acepta este acuerdo. Sin embargo, su madre ha apoyado su golf desde el principio. Ella reprende al padre de Ouimet por no reconocer el talento de Ouimet  talento y que ahora tiene la oportunidad de demostrarlo en un torneo importante.
Ouimet compite en el abierto de los Estados Unidos de 1913 que se lleva a cabo en el Club Campestre en Brookline, Massachusetts, el campo familiar ubicado en la calle de su casa. Los favoritos son campeones británicos  Vardon y Ted Ray, quiénes están acompañados por el esnobado señor Northcliffe (Peter Firth), y el actual campeón del Abierto de los Estos Unidos, John McDermott. Northcliffe observa para ver que Vardon o el Ray ganen el Abierto, para afirmar el dominio británico sobre los americanos en el golf, y también para demostrar que solo los caballeros eran los únicos campeones capaces. Ouimet compite con su amigo de 10 años, Eddie Lowery (Josh Flitter), quién asiste a la escuela de caddie para Ouimet. Después de las dos primeras rondas, Vardon y Ray tienen una ventaja aparentemente cómoda, con McDermott incapaz de mantener al día. Después de algunas luchas iniciales, Ouimet se recupera y termina empatando con Vardon y Rayo al final de la cuarta ronda, lo que significa que los tres competían en un play off de 18 hoyos para determinar el campeón. La noche anterior, Northcliffe se burla del estatus social de Ouimet con Vardon, quién vino de orígenes humildes, y Vardon finalmente le dice Northcliffe que intentará ganar solo por su propio orgullo, no por el de Gran Bretaña, y que si Ouimet gana,  será debido a su propia habilidad, no de sus antecedentes.
La ronda de play off comienza, con los tres competidores manteniéndolos cerca hasta los hoyos finales, donde Ray se desvanece, y Ouimet se adelanta a Vardon por un golpe que va al hoyo final. Vardon termina con un par, dando Ouimet la oportunidad de obtener la victoria con un par. Al verlo ponerse nervioso antes del último putt, Eddie lo calma, y Ouimet puede hacer el putt y ganar el Abierto de los Estados Unidos. Mientras la multitud lo lleva a él y a Eddie en sus hombros, comienzan a entregarle dinero. Ouimet lo rechaza todo, sólo acepta una factura de su ahora orgullos padre. En la casa club, Vardon felicita en privado a Ouimet y sugiere que deberían jugar una ronda amistosa en el futuro. Ouimet y Eddie luego caminan a casa, llevando trofeo del Abierto de los Estados Unidos.

## Exactitud histórica
La película muestra una llegada dramática en el play off, con Ouimet hundiendo un putt en el hoyo 18 para ganar el Campeonato de un solo golpe. En realidad, Ouimet terminó con birdie-par el 17, y el 18 con el doble bogey para terminar el play off a cinco golpes de Vardon y seis por delante de Ray. La película también muestra que el play off está en buen tiempo y mueve la lluvia a la tercera ronda. En la película el hoyo 17.histórico juega como una "pierna de perro derecha" cuando de hecho en el Club Campestre de Brookline se juega con una "pierna de perro izquierda".[cita requerida]

## Reparto
- Shia LaBeouf como Francis Ouimet.
- Stephen Dillane como Harry Vardon.
- Peter Firth como Señor Northcliffe.
- Elias Koteas cmo Arthur Ouimet.
- Luke Askew como Alec Campbell.
- Josh Flitter como Eddie Lowery.
- Peyton List como Sarah Wallis.
- Marnie McPhail como Mary Ouimet.
- Len Cariou como Stedman Comstock.
- Michael Sinelnikoff como Señor Bullock.
- Stephen Marcus como Ted Ray.
- Max Kasch como Freddie Wallis.
- Mike 'Nug' Nahrgang como Barítono.
- Walter Massey - William Howard Taft.
- Matthew Knight como Francis Ouimet (de niño).

## Recepción

### Taquilla
La película se estrenó en el puesto número en la taquilla Estados Unidos en su primer fin de semana con una recaudación de US$ 3,657,322.

### Crítica
La película recibió críticas generalmente positivas, de los fanáticos del golf y los no fanáticos del deporte por igual. Roger Ebert le dio tres de cuatro estrellas, afirmando que dio la verdadera del mejor partido de golf con un fuerte elemento humano al tiempo que muestra la jugada de golf juego en una "historia apasionante". Señala que no "es un fanático del golf, pero lo encontró absorbiendo de todos modos... Paxton y sus técnicos han utilizado todos los trucos del libro para dramatizar el vuelo y el destino de las pelotas de golf. Seguimos las pelotas en el aire,  "Lo vemos avanzar hacia el verde o desviarse hacia el áspero, no sólo una vista de águila, sino también una vista de club y, a veces estoy convencido, una vista de bola." Larry King lo proclamó "tan bueno como Seabiscuit."
En el sitio web de agregación de reseñas, Rotten Tomatoes, el 63% de los críticos le dio a la película una crítica positiva, lo que lo convirtió en "fresca" y la resume como  "A pesar de todas las convenciones de película deportivas, el simpático y exuberante valor de producción hace que El Mejor Juego Jamás Jugado sea un sólido y edificante cuento."

### Premios y reconocimientos
| Año  | Resultado | Premio                | Categoría                                                   | Recipientes  |
| ---- | --------- | --------------------- | ----------------------------------------------------------- | ------------ |
| 2006 |           | Premios ESPY          | Mejor Película de Deportes                                  |              |
| 2006 |           | Premios Satélite      | Mejor DVD para jóvenes                                      |              |
| 2006 |           | Premios Artista Joven | Mejor actuación en un largometraje - Actor de reparto joven | Josh Flitter |

## Inicio de videolanzamientos
La película ha sido estrenada en DVD y UMD por La Casa de Entretenimiento Walt Disney. Las características especiales incluyen dos documentales "cómo se hizo" con miembros del elenco y de la tripulación, además de una rara entrevista de 1963 con el verdadero Francis Ouimet en WGBH, la estación de televisión pública de Boston, en el campo de golf de Brookline, Massachusetts, donde tuvo lugar el Abierto de Estados Unidos en 1913. Fue lanzado en disco Blu-Ray en 2009, y nuevamente, como un combo de DVD/Blu-ray en 2011.